# Матч за звание чемпиона мира по шахматам 1986
Матч-реванш на первенство мира по шахматам между действующим чемпионом Гарри Каспаровым и экс-чемпионом Анатолием Карповым проходил с 28 июля по 8 октября 1986 года в Лондоне (концертный зал отеля «Лон-Пайн», 1—12 партии) и Ленинграде (концертный зал гостиницы «Ленинград», 13—24 партии).
Это был первый матч на первенство мира между двумя советскими шахматистами, происходивший (частично) не в СССР. До этого все такие матчи с 1951 по 1985 год игрались в Москве. Это был также первый матч на первенство мира, сыгранный в двух городах, со времён матч-турнира пяти чемпионов 1948 года.
Лондон предоставил призовой фонд размером 1,8 миллиона швейцарских франков, Ленинград — 1 миллион.
Главный арбитр — Лотар Шмид (ФРГ).
Каспаров одержал верх в 4-й, 8-й, 14-й, 16-й партиях, после 16-й партии Каспаров уверенно лидировал с преимуществом в 3 победы - 4:1, но Карпов сумел выиграть три партии подряд и сравнять счёт - 4:4. 20-я и 21-я партии завершились вничью. В 22-й партии в ферзевом гамбите Каспаров одержал важную победу - 5:4. Последние две партии завершились вничью. Одержав победу со счётом +5 −4 =15, Каспаров подтвердил звание чемпиона мира, завоевав шахматную корону в ноябре 1985 года, обыграв Анатолия Карпова, удерживавшего титул чемпиона мира свыше 10 лет.

## Таблица матча
| №           | Участники        | Рейтинг     | 1    | 2    | 3    | 4    | 5    | 6    | 7    | 8    | 9    | 10   | 11   | 12   |
| ----------- | ---------------- | ----------- | ---- | ---- | ---- | ---- | ---- | ---- | ---- | ---- | ---- | ---- | ---- | ---- |
| 1           | Гарри Каспаров   | 2740        | ½    | ½    | ½    | 1    | 0    | ½    | ½    | 1    | ½    | ½    | ½    | ½    |
| 2           | Анатолий Карпов  | 2705        | ½    | ½    | ½    | 0    | 1    | ½    | ½    | 0    | ½    | ½    | ½    | ½    |
| Игровые дни | Игровые дни      | Игровые дни | 28.7 | 30.7 | 1.8  | 4.8  | 6.8  | 11.8 | 13.8 | 15.8 | 20.8 | 22.8 | 25.8 | 27.8 |
| №           | Участники        | 13          | 14   | 15   | 16   | 17   | 18   | 19   | 20   | 21   | 22   | 23   | 24   | Очки |
| 1           | Каспаров, Гарри  | ½           | 1    | ½    | 1    | 0    | 0    | 0    | ½    | ½    | 1    | ½    | ½    | 12½  |
| 2           | Карпов, Анатолий | ½           | 0    | ½    | 0    | 1    | 1    | 1    | ½    | ½    | 0    | ½    | ½    | 11½  |
| Игровые дни | Игровые дни      | 5.9         | 8.9  | 12.9 | 15.9 | 17.9 | 19.9 | 24.9 | 29.9 | 1.10 | 3.10 | 6.10 | 8.10 |      |

## Статистика по дебютам
| Дебют                | Всего партий | Номера партий                  | Результат Каспарова |
| Защита Грюнфельда    | 9            | 1, 3, 5, 9, 11, 13, 15, 17, 19 | +0 -3 =6            |
| Ферзевый гамбит      | 5            | 7, 8, 10, 12, 22               | +2 -0 =3            |
| Новоиндийская защита | 4            | 18, 21, 23, 24                 | +0 -1 =3            |
| Защита Нимцовича     | 2            | 2, 4                           | +1 -0 =1            |
| Испанская партия     | 2            | 14, 16                         | +2 -0 =0            |
| Каталонское начало   | 1            | 20                             | +0 -0 =1            |
| Русская партия       | 1            | 6                              | +0 -0 =1            |

## Примечательные партии

### Каспаров — Карпов. Ферзевый гамбит, 22 партия, 1986 г. Ленинград
|   | a | b | c | d | e | f | g | h |   |
| - | --- | --- | --- | --- | --- | --- | --- | --- | - |
| 8 | b7 белая ладья · f7 чёрная пешка · g7 чёрная пешка · h7 чёрный король · g6 чёрный слон · d5 чёрная пешка · e5 белый конь · f5 чёрный ферзь · h5 чёрная пешка · d4 белая пешка · h4 белая пешка · a3 белая пешка · f3 белая пешка · g3 белый ферзь · d2 чёрная ладья · g2 белая пешка · h2 белый король | b7 белая ладья · f7 чёрная пешка · g7 чёрная пешка · h7 чёрный король · g6 чёрный слон · d5 чёрная пешка · e5 белый конь · f5 чёрный ферзь · h5 чёрная пешка · d4 белая пешка · h4 белая пешка · a3 белая пешка · f3 белая пешка · g3 белый ферзь · d2 чёрная ладья · g2 белая пешка · h2 белый король | b7 белая ладья · f7 чёрная пешка · g7 чёрная пешка · h7 чёрный король · g6 чёрный слон · d5 чёрная пешка · e5 белый конь · f5 чёрный ферзь · h5 чёрная пешка · d4 белая пешка · h4 белая пешка · a3 белая пешка · f3 белая пешка · g3 белый ферзь · d2 чёрная ладья · g2 белая пешка · h2 белый король | b7 белая ладья · f7 чёрная пешка · g7 чёрная пешка · h7 чёрный король · g6 чёрный слон · d5 чёрная пешка · e5 белый конь · f5 чёрный ферзь · h5 чёрная пешка · d4 белая пешка · h4 белая пешка · a3 белая пешка · f3 белая пешка · g3 белый ферзь · d2 чёрная ладья · g2 белая пешка · h2 белый король | b7 белая ладья · f7 чёрная пешка · g7 чёрная пешка · h7 чёрный король · g6 чёрный слон · d5 чёрная пешка · e5 белый конь · f5 чёрный ферзь · h5 чёрная пешка · d4 белая пешка · h4 белая пешка · a3 белая пешка · f3 белая пешка · g3 белый ферзь · d2 чёрная ладья · g2 белая пешка · h2 белый король | b7 белая ладья · f7 чёрная пешка · g7 чёрная пешка · h7 чёрный король · g6 чёрный слон · d5 чёрная пешка · e5 белый конь · f5 чёрный ферзь · h5 чёрная пешка · d4 белая пешка · h4 белая пешка · a3 белая пешка · f3 белая пешка · g3 белый ферзь · d2 чёрная ладья · g2 белая пешка · h2 белый король | b7 белая ладья · f7 чёрная пешка · g7 чёрная пешка · h7 чёрный король · g6 чёрный слон · d5 чёрная пешка · e5 белый конь · f5 чёрный ферзь · h5 чёрная пешка · d4 белая пешка · h4 белая пешка · a3 белая пешка · f3 белая пешка · g3 белый ферзь · d2 чёрная ладья · g2 белая пешка · h2 белый король | b7 белая ладья · f7 чёрная пешка · g7 чёрная пешка · h7 чёрный король · g6 чёрный слон · d5 чёрная пешка · e5 белый конь · f5 чёрный ферзь · h5 чёрная пешка · d4 белая пешка · h4 белая пешка · a3 белая пешка · f3 белая пешка · g3 белый ферзь · d2 чёрная ладья · g2 белая пешка · h2 белый король | 8 |
| 7 | b7 белая ладья · f7 чёрная пешка · g7 чёрная пешка · h7 чёрный король · g6 чёрный слон · d5 чёрная пешка · e5 белый конь · f5 чёрный ферзь · h5 чёрная пешка · d4 белая пешка · h4 белая пешка · a3 белая пешка · f3 белая пешка · g3 белый ферзь · d2 чёрная ладья · g2 белая пешка · h2 белый король | b7 белая ладья · f7 чёрная пешка · g7 чёрная пешка · h7 чёрный король · g6 чёрный слон · d5 чёрная пешка · e5 белый конь · f5 чёрный ферзь · h5 чёрная пешка · d4 белая пешка · h4 белая пешка · a3 белая пешка · f3 белая пешка · g3 белый ферзь · d2 чёрная ладья · g2 белая пешка · h2 белый король | b7 белая ладья · f7 чёрная пешка · g7 чёрная пешка · h7 чёрный король · g6 чёрный слон · d5 чёрная пешка · e5 белый конь · f5 чёрный ферзь · h5 чёрная пешка · d4 белая пешка · h4 белая пешка · a3 белая пешка · f3 белая пешка · g3 белый ферзь · d2 чёрная ладья · g2 белая пешка · h2 белый король | b7 белая ладья · f7 чёрная пешка · g7 чёрная пешка · h7 чёрный король · g6 чёрный слон · d5 чёрная пешка · e5 белый конь · f5 чёрный ферзь · h5 чёрная пешка · d4 белая пешка · h4 белая пешка · a3 белая пешка · f3 белая пешка · g3 белый ферзь · d2 чёрная ладья · g2 белая пешка · h2 белый король | b7 белая ладья · f7 чёрная пешка · g7 чёрная пешка · h7 чёрный король · g6 чёрный слон · d5 чёрная пешка · e5 белый конь · f5 чёрный ферзь · h5 чёрная пешка · d4 белая пешка · h4 белая пешка · a3 белая пешка · f3 белая пешка · g3 белый ферзь · d2 чёрная ладья · g2 белая пешка · h2 белый король | b7 белая ладья · f7 чёрная пешка · g7 чёрная пешка · h7 чёрный король · g6 чёрный слон · d5 чёрная пешка · e5 белый конь · f5 чёрный ферзь · h5 чёрная пешка · d4 белая пешка · h4 белая пешка · a3 белая пешка · f3 белая пешка · g3 белый ферзь · d2 чёрная ладья · g2 белая пешка · h2 белый король | b7 белая ладья · f7 чёрная пешка · g7 чёрная пешка · h7 чёрный король · g6 чёрный слон · d5 чёрная пешка · e5 белый конь · f5 чёрный ферзь · h5 чёрная пешка · d4 белая пешка · h4 белая пешка · a3 белая пешка · f3 белая пешка · g3 белый ферзь · d2 чёрная ладья · g2 белая пешка · h2 белый король | b7 белая ладья · f7 чёрная пешка · g7 чёрная пешка · h7 чёрный король · g6 чёрный слон · d5 чёрная пешка · e5 белый конь · f5 чёрный ферзь · h5 чёрная пешка · d4 белая пешка · h4 белая пешка · a3 белая пешка · f3 белая пешка · g3 белый ферзь · d2 чёрная ладья · g2 белая пешка · h2 белый король | 7 |
| 6 | b7 белая ладья · f7 чёрная пешка · g7 чёрная пешка · h7 чёрный король · g6 чёрный слон · d5 чёрная пешка · e5 белый конь · f5 чёрный ферзь · h5 чёрная пешка · d4 белая пешка · h4 белая пешка · a3 белая пешка · f3 белая пешка · g3 белый ферзь · d2 чёрная ладья · g2 белая пешка · h2 белый король | b7 белая ладья · f7 чёрная пешка · g7 чёрная пешка · h7 чёрный король · g6 чёрный слон · d5 чёрная пешка · e5 белый конь · f5 чёрный ферзь · h5 чёрная пешка · d4 белая пешка · h4 белая пешка · a3 белая пешка · f3 белая пешка · g3 белый ферзь · d2 чёрная ладья · g2 белая пешка · h2 белый король | b7 белая ладья · f7 чёрная пешка · g7 чёрная пешка · h7 чёрный король · g6 чёрный слон · d5 чёрная пешка · e5 белый конь · f5 чёрный ферзь · h5 чёрная пешка · d4 белая пешка · h4 белая пешка · a3 белая пешка · f3 белая пешка · g3 белый ферзь · d2 чёрная ладья · g2 белая пешка · h2 белый король | b7 белая ладья · f7 чёрная пешка · g7 чёрная пешка · h7 чёрный король · g6 чёрный слон · d5 чёрная пешка · e5 белый конь · f5 чёрный ферзь · h5 чёрная пешка · d4 белая пешка · h4 белая пешка · a3 белая пешка · f3 белая пешка · g3 белый ферзь · d2 чёрная ладья · g2 белая пешка · h2 белый король | b7 белая ладья · f7 чёрная пешка · g7 чёрная пешка · h7 чёрный король · g6 чёрный слон · d5 чёрная пешка · e5 белый конь · f5 чёрный ферзь · h5 чёрная пешка · d4 белая пешка · h4 белая пешка · a3 белая пешка · f3 белая пешка · g3 белый ферзь · d2 чёрная ладья · g2 белая пешка · h2 белый король | b7 белая ладья · f7 чёрная пешка · g7 чёрная пешка · h7 чёрный король · g6 чёрный слон · d5 чёрная пешка · e5 белый конь · f5 чёрный ферзь · h5 чёрная пешка · d4 белая пешка · h4 белая пешка · a3 белая пешка · f3 белая пешка · g3 белый ферзь · d2 чёрная ладья · g2 белая пешка · h2 белый король | b7 белая ладья · f7 чёрная пешка · g7 чёрная пешка · h7 чёрный король · g6 чёрный слон · d5 чёрная пешка · e5 белый конь · f5 чёрный ферзь · h5 чёрная пешка · d4 белая пешка · h4 белая пешка · a3 белая пешка · f3 белая пешка · g3 белый ферзь · d2 чёрная ладья · g2 белая пешка · h2 белый король | b7 белая ладья · f7 чёрная пешка · g7 чёрная пешка · h7 чёрный король · g6 чёрный слон · d5 чёрная пешка · e5 белый конь · f5 чёрный ферзь · h5 чёрная пешка · d4 белая пешка · h4 белая пешка · a3 белая пешка · f3 белая пешка · g3 белый ферзь · d2 чёрная ладья · g2 белая пешка · h2 белый король | 6 |
| 5 | b7 белая ладья · f7 чёрная пешка · g7 чёрная пешка · h7 чёрный король · g6 чёрный слон · d5 чёрная пешка · e5 белый конь · f5 чёрный ферзь · h5 чёрная пешка · d4 белая пешка · h4 белая пешка · a3 белая пешка · f3 белая пешка · g3 белый ферзь · d2 чёрная ладья · g2 белая пешка · h2 белый король | b7 белая ладья · f7 чёрная пешка · g7 чёрная пешка · h7 чёрный король · g6 чёрный слон · d5 чёрная пешка · e5 белый конь · f5 чёрный ферзь · h5 чёрная пешка · d4 белая пешка · h4 белая пешка · a3 белая пешка · f3 белая пешка · g3 белый ферзь · d2 чёрная ладья · g2 белая пешка · h2 белый король | b7 белая ладья · f7 чёрная пешка · g7 чёрная пешка · h7 чёрный король · g6 чёрный слон · d5 чёрная пешка · e5 белый конь · f5 чёрный ферзь · h5 чёрная пешка · d4 белая пешка · h4 белая пешка · a3 белая пешка · f3 белая пешка · g3 белый ферзь · d2 чёрная ладья · g2 белая пешка · h2 белый король | b7 белая ладья · f7 чёрная пешка · g7 чёрная пешка · h7 чёрный король · g6 чёрный слон · d5 чёрная пешка · e5 белый конь · f5 чёрный ферзь · h5 чёрная пешка · d4 белая пешка · h4 белая пешка · a3 белая пешка · f3 белая пешка · g3 белый ферзь · d2 чёрная ладья · g2 белая пешка · h2 белый король | b7 белая ладья · f7 чёрная пешка · g7 чёрная пешка · h7 чёрный король · g6 чёрный слон · d5 чёрная пешка · e5 белый конь · f5 чёрный ферзь · h5 чёрная пешка · d4 белая пешка · h4 белая пешка · a3 белая пешка · f3 белая пешка · g3 белый ферзь · d2 чёрная ладья · g2 белая пешка · h2 белый король | b7 белая ладья · f7 чёрная пешка · g7 чёрная пешка · h7 чёрный король · g6 чёрный слон · d5 чёрная пешка · e5 белый конь · f5 чёрный ферзь · h5 чёрная пешка · d4 белая пешка · h4 белая пешка · a3 белая пешка · f3 белая пешка · g3 белый ферзь · d2 чёрная ладья · g2 белая пешка · h2 белый король | b7 белая ладья · f7 чёрная пешка · g7 чёрная пешка · h7 чёрный король · g6 чёрный слон · d5 чёрная пешка · e5 белый конь · f5 чёрный ферзь · h5 чёрная пешка · d4 белая пешка · h4 белая пешка · a3 белая пешка · f3 белая пешка · g3 белый ферзь · d2 чёрная ладья · g2 белая пешка · h2 белый король | b7 белая ладья · f7 чёрная пешка · g7 чёрная пешка · h7 чёрный король · g6 чёрный слон · d5 чёрная пешка · e5 белый конь · f5 чёрный ферзь · h5 чёрная пешка · d4 белая пешка · h4 белая пешка · a3 белая пешка · f3 белая пешка · g3 белый ферзь · d2 чёрная ладья · g2 белая пешка · h2 белый король | 5 |
| 4 | b7 белая ладья · f7 чёрная пешка · g7 чёрная пешка · h7 чёрный король · g6 чёрный слон · d5 чёрная пешка · e5 белый конь · f5 чёрный ферзь · h5 чёрная пешка · d4 белая пешка · h4 белая пешка · a3 белая пешка · f3 белая пешка · g3 белый ферзь · d2 чёрная ладья · g2 белая пешка · h2 белый король | b7 белая ладья · f7 чёрная пешка · g7 чёрная пешка · h7 чёрный король · g6 чёрный слон · d5 чёрная пешка · e5 белый конь · f5 чёрный ферзь · h5 чёрная пешка · d4 белая пешка · h4 белая пешка · a3 белая пешка · f3 белая пешка · g3 белый ферзь · d2 чёрная ладья · g2 белая пешка · h2 белый король | b7 белая ладья · f7 чёрная пешка · g7 чёрная пешка · h7 чёрный король · g6 чёрный слон · d5 чёрная пешка · e5 белый конь · f5 чёрный ферзь · h5 чёрная пешка · d4 белая пешка · h4 белая пешка · a3 белая пешка · f3 белая пешка · g3 белый ферзь · d2 чёрная ладья · g2 белая пешка · h2 белый король | b7 белая ладья · f7 чёрная пешка · g7 чёрная пешка · h7 чёрный король · g6 чёрный слон · d5 чёрная пешка · e5 белый конь · f5 чёрный ферзь · h5 чёрная пешка · d4 белая пешка · h4 белая пешка · a3 белая пешка · f3 белая пешка · g3 белый ферзь · d2 чёрная ладья · g2 белая пешка · h2 белый король | b7 белая ладья · f7 чёрная пешка · g7 чёрная пешка · h7 чёрный король · g6 чёрный слон · d5 чёрная пешка · e5 белый конь · f5 чёрный ферзь · h5 чёрная пешка · d4 белая пешка · h4 белая пешка · a3 белая пешка · f3 белая пешка · g3 белый ферзь · d2 чёрная ладья · g2 белая пешка · h2 белый король | b7 белая ладья · f7 чёрная пешка · g7 чёрная пешка · h7 чёрный король · g6 чёрный слон · d5 чёрная пешка · e5 белый конь · f5 чёрный ферзь · h5 чёрная пешка · d4 белая пешка · h4 белая пешка · a3 белая пешка · f3 белая пешка · g3 белый ферзь · d2 чёрная ладья · g2 белая пешка · h2 белый король | b7 белая ладья · f7 чёрная пешка · g7 чёрная пешка · h7 чёрный король · g6 чёрный слон · d5 чёрная пешка · e5 белый конь · f5 чёрный ферзь · h5 чёрная пешка · d4 белая пешка · h4 белая пешка · a3 белая пешка · f3 белая пешка · g3 белый ферзь · d2 чёрная ладья · g2 белая пешка · h2 белый король | b7 белая ладья · f7 чёрная пешка · g7 чёрная пешка · h7 чёрный король · g6 чёрный слон · d5 чёрная пешка · e5 белый конь · f5 чёрный ферзь · h5 чёрная пешка · d4 белая пешка · h4 белая пешка · a3 белая пешка · f3 белая пешка · g3 белый ферзь · d2 чёрная ладья · g2 белая пешка · h2 белый король | 4 |
| 3 | b7 белая ладья · f7 чёрная пешка · g7 чёрная пешка · h7 чёрный король · g6 чёрный слон · d5 чёрная пешка · e5 белый конь · f5 чёрный ферзь · h5 чёрная пешка · d4 белая пешка · h4 белая пешка · a3 белая пешка · f3 белая пешка · g3 белый ферзь · d2 чёрная ладья · g2 белая пешка · h2 белый король | b7 белая ладья · f7 чёрная пешка · g7 чёрная пешка · h7 чёрный король · g6 чёрный слон · d5 чёрная пешка · e5 белый конь · f5 чёрный ферзь · h5 чёрная пешка · d4 белая пешка · h4 белая пешка · a3 белая пешка · f3 белая пешка · g3 белый ферзь · d2 чёрная ладья · g2 белая пешка · h2 белый король | b7 белая ладья · f7 чёрная пешка · g7 чёрная пешка · h7 чёрный король · g6 чёрный слон · d5 чёрная пешка · e5 белый конь · f5 чёрный ферзь · h5 чёрная пешка · d4 белая пешка · h4 белая пешка · a3 белая пешка · f3 белая пешка · g3 белый ферзь · d2 чёрная ладья · g2 белая пешка · h2 белый король | b7 белая ладья · f7 чёрная пешка · g7 чёрная пешка · h7 чёрный король · g6 чёрный слон · d5 чёрная пешка · e5 белый конь · f5 чёрный ферзь · h5 чёрная пешка · d4 белая пешка · h4 белая пешка · a3 белая пешка · f3 белая пешка · g3 белый ферзь · d2 чёрная ладья · g2 белая пешка · h2 белый король | b7 белая ладья · f7 чёрная пешка · g7 чёрная пешка · h7 чёрный король · g6 чёрный слон · d5 чёрная пешка · e5 белый конь · f5 чёрный ферзь · h5 чёрная пешка · d4 белая пешка · h4 белая пешка · a3 белая пешка · f3 белая пешка · g3 белый ферзь · d2 чёрная ладья · g2 белая пешка · h2 белый король | b7 белая ладья · f7 чёрная пешка · g7 чёрная пешка · h7 чёрный король · g6 чёрный слон · d5 чёрная пешка · e5 белый конь · f5 чёрный ферзь · h5 чёрная пешка · d4 белая пешка · h4 белая пешка · a3 белая пешка · f3 белая пешка · g3 белый ферзь · d2 чёрная ладья · g2 белая пешка · h2 белый король | b7 белая ладья · f7 чёрная пешка · g7 чёрная пешка · h7 чёрный король · g6 чёрный слон · d5 чёрная пешка · e5 белый конь · f5 чёрный ферзь · h5 чёрная пешка · d4 белая пешка · h4 белая пешка · a3 белая пешка · f3 белая пешка · g3 белый ферзь · d2 чёрная ладья · g2 белая пешка · h2 белый король | b7 белая ладья · f7 чёрная пешка · g7 чёрная пешка · h7 чёрный король · g6 чёрный слон · d5 чёрная пешка · e5 белый конь · f5 чёрный ферзь · h5 чёрная пешка · d4 белая пешка · h4 белая пешка · a3 белая пешка · f3 белая пешка · g3 белый ферзь · d2 чёрная ладья · g2 белая пешка · h2 белый король | 3 |
| 2 | b7 белая ладья · f7 чёрная пешка · g7 чёрная пешка · h7 чёрный король · g6 чёрный слон · d5 чёрная пешка · e5 белый конь · f5 чёрный ферзь · h5 чёрная пешка · d4 белая пешка · h4 белая пешка · a3 белая пешка · f3 белая пешка · g3 белый ферзь · d2 чёрная ладья · g2 белая пешка · h2 белый король | b7 белая ладья · f7 чёрная пешка · g7 чёрная пешка · h7 чёрный король · g6 чёрный слон · d5 чёрная пешка · e5 белый конь · f5 чёрный ферзь · h5 чёрная пешка · d4 белая пешка · h4 белая пешка · a3 белая пешка · f3 белая пешка · g3 белый ферзь · d2 чёрная ладья · g2 белая пешка · h2 белый король | b7 белая ладья · f7 чёрная пешка · g7 чёрная пешка · h7 чёрный король · g6 чёрный слон · d5 чёрная пешка · e5 белый конь · f5 чёрный ферзь · h5 чёрная пешка · d4 белая пешка · h4 белая пешка · a3 белая пешка · f3 белая пешка · g3 белый ферзь · d2 чёрная ладья · g2 белая пешка · h2 белый король | b7 белая ладья · f7 чёрная пешка · g7 чёрная пешка · h7 чёрный король · g6 чёрный слон · d5 чёрная пешка · e5 белый конь · f5 чёрный ферзь · h5 чёрная пешка · d4 белая пешка · h4 белая пешка · a3 белая пешка · f3 белая пешка · g3 белый ферзь · d2 чёрная ладья · g2 белая пешка · h2 белый король | b7 белая ладья · f7 чёрная пешка · g7 чёрная пешка · h7 чёрный король · g6 чёрный слон · d5 чёрная пешка · e5 белый конь · f5 чёрный ферзь · h5 чёрная пешка · d4 белая пешка · h4 белая пешка · a3 белая пешка · f3 белая пешка · g3 белый ферзь · d2 чёрная ладья · g2 белая пешка · h2 белый король | b7 белая ладья · f7 чёрная пешка · g7 чёрная пешка · h7 чёрный король · g6 чёрный слон · d5 чёрная пешка · e5 белый конь · f5 чёрный ферзь · h5 чёрная пешка · d4 белая пешка · h4 белая пешка · a3 белая пешка · f3 белая пешка · g3 белый ферзь · d2 чёрная ладья · g2 белая пешка · h2 белый король | b7 белая ладья · f7 чёрная пешка · g7 чёрная пешка · h7 чёрный король · g6 чёрный слон · d5 чёрная пешка · e5 белый конь · f5 чёрный ферзь · h5 чёрная пешка · d4 белая пешка · h4 белая пешка · a3 белая пешка · f3 белая пешка · g3 белый ферзь · d2 чёрная ладья · g2 белая пешка · h2 белый король | b7 белая ладья · f7 чёрная пешка · g7 чёрная пешка · h7 чёрный король · g6 чёрный слон · d5 чёрная пешка · e5 белый конь · f5 чёрный ферзь · h5 чёрная пешка · d4 белая пешка · h4 белая пешка · a3 белая пешка · f3 белая пешка · g3 белый ферзь · d2 чёрная ладья · g2 белая пешка · h2 белый король | 2 |
| 1 | b7 белая ладья · f7 чёрная пешка · g7 чёрная пешка · h7 чёрный король · g6 чёрный слон · d5 чёрная пешка · e5 белый конь · f5 чёрный ферзь · h5 чёрная пешка · d4 белая пешка · h4 белая пешка · a3 белая пешка · f3 белая пешка · g3 белый ферзь · d2 чёрная ладья · g2 белая пешка · h2 белый король | b7 белая ладья · f7 чёрная пешка · g7 чёрная пешка · h7 чёрный король · g6 чёрный слон · d5 чёрная пешка · e5 белый конь · f5 чёрный ферзь · h5 чёрная пешка · d4 белая пешка · h4 белая пешка · a3 белая пешка · f3 белая пешка · g3 белый ферзь · d2 чёрная ладья · g2 белая пешка · h2 белый король | b7 белая ладья · f7 чёрная пешка · g7 чёрная пешка · h7 чёрный король · g6 чёрный слон · d5 чёрная пешка · e5 белый конь · f5 чёрный ферзь · h5 чёрная пешка · d4 белая пешка · h4 белая пешка · a3 белая пешка · f3 белая пешка · g3 белый ферзь · d2 чёрная ладья · g2 белая пешка · h2 белый король | b7 белая ладья · f7 чёрная пешка · g7 чёрная пешка · h7 чёрный король · g6 чёрный слон · d5 чёрная пешка · e5 белый конь · f5 чёрный ферзь · h5 чёрная пешка · d4 белая пешка · h4 белая пешка · a3 белая пешка · f3 белая пешка · g3 белый ферзь · d2 чёрная ладья · g2 белая пешка · h2 белый король | b7 белая ладья · f7 чёрная пешка · g7 чёрная пешка · h7 чёрный король · g6 чёрный слон · d5 чёрная пешка · e5 белый конь · f5 чёрный ферзь · h5 чёрная пешка · d4 белая пешка · h4 белая пешка · a3 белая пешка · f3 белая пешка · g3 белый ферзь · d2 чёрная ладья · g2 белая пешка · h2 белый король | b7 белая ладья · f7 чёрная пешка · g7 чёрная пешка · h7 чёрный король · g6 чёрный слон · d5 чёрная пешка · e5 белый конь · f5 чёрный ферзь · h5 чёрная пешка · d4 белая пешка · h4 белая пешка · a3 белая пешка · f3 белая пешка · g3 белый ферзь · d2 чёрная ладья · g2 белая пешка · h2 белый король | b7 белая ладья · f7 чёрная пешка · g7 чёрная пешка · h7 чёрный король · g6 чёрный слон · d5 чёрная пешка · e5 белый конь · f5 чёрный ферзь · h5 чёрная пешка · d4 белая пешка · h4 белая пешка · a3 белая пешка · f3 белая пешка · g3 белый ферзь · d2 чёрная ладья · g2 белая пешка · h2 белый король | b7 белая ладья · f7 чёрная пешка · g7 чёрная пешка · h7 чёрный король · g6 чёрный слон · d5 чёрная пешка · e5 белый конь · f5 чёрный ферзь · h5 чёрная пешка · d4 белая пешка · h4 белая пешка · a3 белая пешка · f3 белая пешка · g3 белый ферзь · d2 чёрная ладья · g2 белая пешка · h2 белый король | 1 |
|   | a | b | c | d | e | f | g | h |   |

1. d4 Кf6 2. c4 e6 3. Кf3 d5 4. Кc3 Сe7 5. Сg5 h6 6. С:f6 С:f6 7. e3 O-O 8. Лc1 c6 9. Сd3 Кd7 10. O-O dc 11. С:c4 e5 12. h3 ed 13. ed Кb6 14. Сb3 Сf5 15. Лe1 a5 16. a3 Лe8 17. Л:e8+ Ф:e8 18. Фd2 Кd7 19. Фf4 Сg6 20. h4 Фd8 21. Кa4 h5 22. Лe1 b5 23. Кc3 Фb8 24. Фe3 b4 25. Кe4 ba 26. К:f6+ К:f6 27. ba Кd5 28. С:d5 cd 29. Кe5 Фd8 30. Фf3 Лa6 31. Лc1 Крh7 32. Фh3 Лb6 33. Лc8 Фd6 34. Фg3 a4 35. Лa8 Фe6 36. Л:a4 Фf5 37. Лa7 Лb1+ 38. Крh2 Лc1 39. Лb7 Лc2 40. f3 Лd2 (см. диаграмму)
41. Кd7! Л:d4 42. Кf8+ Крh6 43. Лb4! Лc4 44. Л:c4 dc 45. Фd6 c3 46. Фd4, 1 : 0